# Vibrador Rabbit

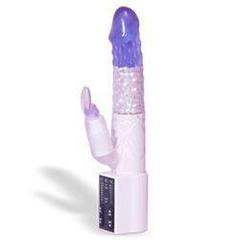
Vibrador Techno Rabbit

Vibrador Rabbit é um vibrador em forma de falo para a estimulação vaginal com um estimulador clitoriano acoplado no eixo. O nome vem do formato de orelhas de coelho do estimulador clitoriano. Ele apareceu no mercado em 1984 e foi considerado, juntamente com o vibrador varinha mágica, como um dos brinquedos sexuais clássicos pela revista Cosmopolitan. Desde então, o vibrador se transformou em um gênero de brinquedos sexuais, com diversas marcas e designs.
O vibrador Rabbit foi descrito como "um dos sinais mais visíveis de sexualidade feminina ativa". De acordo com o artigo de Michael Castleman para a revista científica Sexualities, o vibrador foi responsável por mudar a imagem do coelho de apetite sexual, popularizado pelas bunny girls da Playboy, para prazer sexual.

## História
A Vibratex foi a primeira empresa a importar vibradores duplos aos Estados Unidos, sendo criada em 1983. Os vibradores mais comuns no mercado americano vinham da China, com um design que lembrava um falo realista. Já os da Vibratex eram importados do Japão, pela empresa entender que eles eram mais coloridos e fofos e apelariam mais para o público feminino. Eles eram manufaturados em cores vivas na forma de animais como castores, cangurus e tartarugas para burlar as leis de obscenidade japonesas. A glande peniana se parecia com uma cabeça humana.
Em 1984, o Rabbit Pearl foi lançado. O nome "rabbit" veio pelo coelho ser um símbolo de boa sorte no Japão e ser o correspondente do horóscopo chinês da Shay Martin. Nos anos seguintes, surgiram diversas cópias no mercado, como as versões produzidas pela CPLC, CalExotics, Ben Wa, Ann Summers e Jimmyjane. Ele vinha com pequenas esferas que eram colocadas dentro do vibrador. Em 1993, o produto foi um dos primeiros vendidos na recém-criada rede de sex toys Babeland. Outro fator para o aumento de vendas foi a popularização do e-commerce. A nova versão foi um sucesso de vendas.

## Uso

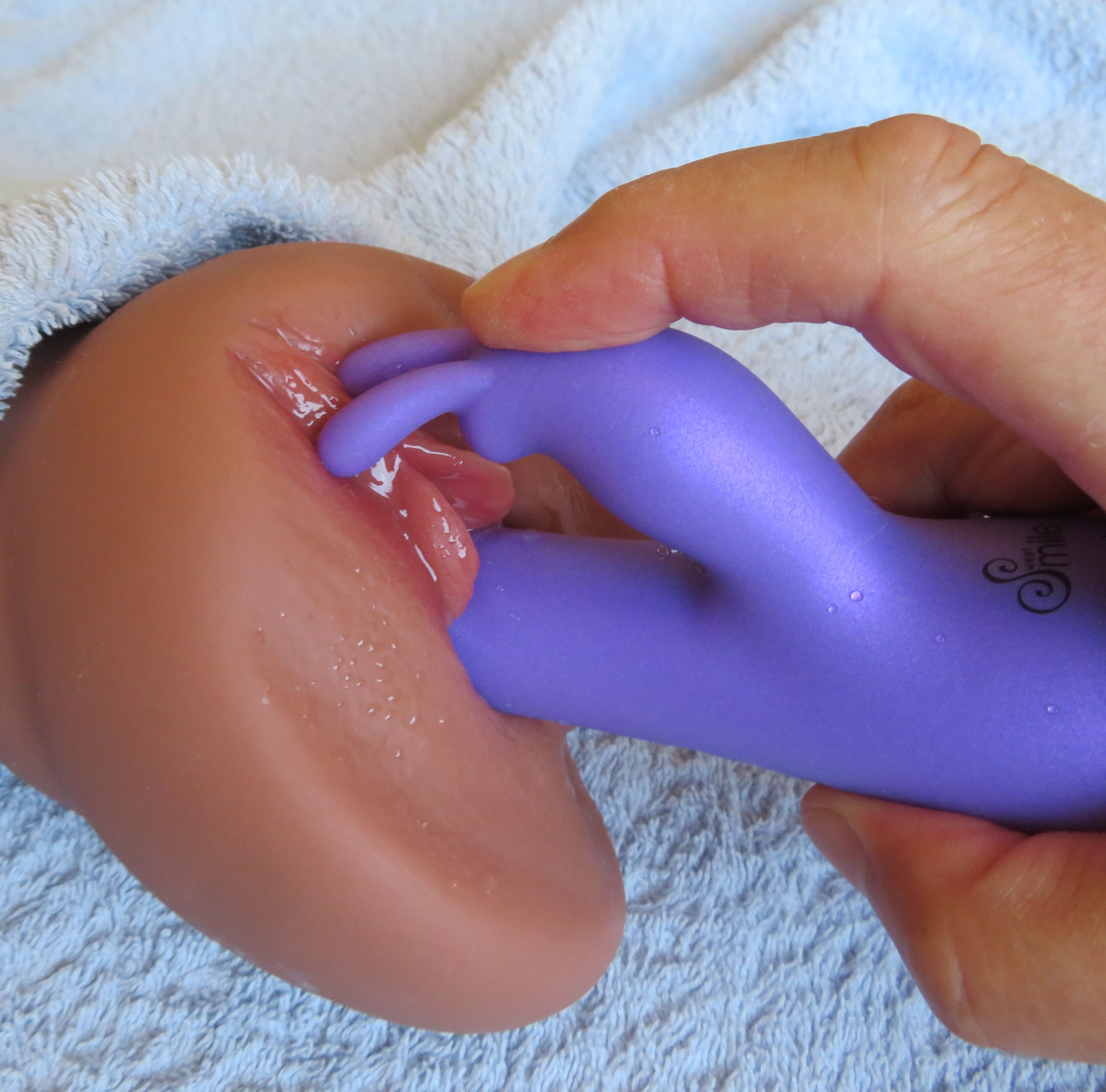
O vibrador Rabbit proporciona estímulo vaginal e clitoriano, além das esferas rotativas.

Os vibradores Rabbit são construídos para proporcionar estimulação interna (vaginal) e externa (clitoriana). A interna é feita através de um falo, enquanto a externa é feita através de um estimulador em formato de coelho. Alguns modelos também possuem pequenas esferas que são inseridas dentro do vibrador, que criam um terceiro estímulo. As esferas normalmente são grandes e giram em volta do eixo. Porém existem modelos com esferas menores que giram eleatoriamente, ou ainda com esferas que se movem paralelamente ao eixo.  Também existem modelos com estímulo duplo externo, com pulsação que simula o movimento da penetração ou modelos curvados feitos para atingir o ponto G. Apesar de existirem modelos criados para estimular o ânus juntamente com a vagina e o clítoris, no geral, o uso do vibrador do ânus não é recomendado, já que os estímulos não são tão efetivos como na vagina e os músculos do esfíncter são mais fortes dos que os vaginais, e podem danificar o brinquedo sexual.
Além do estímulo vaginal, o vibrador Rabbit também é usado para estimular outras áreas erógenas do corpo ou usado como massageador em lugares como o ânus, mamilos, pés,, pescoço, boca, períneo e lábios vaginais. O vibrador também pode ser usado para estimular as partes íntimas masculinas, como os testículos e o pênis, ou na prática do pompoarismo.
O Rabbit é feito com diversos materiais diferentes. Alguns modelos, como o de silicone, são menos porosos do que modelos feitos de PVC, que facilitam a higienização após o uso. Nem todos os modelos são a prova da água. É recomendado o uso de lubrificante.
Existem relatos de mulheres viciadas no vibrador Rabbit, porém o vício em vibradores é considerado no geral como um mito.

## Aparicões na mídia
Em 1998, o vibrador Rabbit foi tema do episódio The Turtle and the Hare, da primeira temporada da série Sex and the City, onde a personagem Charlotte torna-se viciada em seu vibrador. Os produtores da HBO decidiram usar o Rabbit após perguntarem na sex shop  Pleasure Chest qual era o vibrador mais vendido da loja. As vendas da Vibratex dispararam em mais de 700%, obrigando a empresa a importar os produtos por avião para abastecer a demanda.
Em 2006, foi lançado o The User's Guide to the Rabbit (O Guia de Usuário para o Coelho), de Marcelle Perks. O guia foi criado para ajudar a mulheres a usarem o vibrador, e vinha com um lubrificante grátis.
Em junho de 2006, a revista O, The Oprah Magazine nomeou o vibrador Rabbit como o "Rolls Royce dos brinquedos sexuais".
Em agosto de 2006, surgiu o rabbitsanonymous.com, um blog para pessoas viciadas em Rabbit.
Em setembro de 2006, o mocumentário britânico Rabbit Fever, de Ian Denyer foi lançado. O filme retrata um grupo de mulheres que estão em um programa de reabilitação para pessoas viciadas em Rabbit. Ele foi chamado de "brega e depressivo" pelo The Guardian e de "embaraçosamente inadequado" pela BBC.
Em junho de 2007, as autoridades britânicas explodiram um pacote que estava vibrando em uma estação de correio o Reino Unido, porém dentro dele havia apenas um vibrador do modelo Rampant Rabbit.
Em 2010, estreou o filme De Pernas Pro Ar, onde o Rabbit é um dos vibradores que aparecem no filme.[carece de fontes?]
Entre as pessoas que falaram sobre o Rabbit na mídia estão as atrizes Eva Longoria, em 2005, e Bella Thorne, em 2022.